# Miguel Macedo
Miguel Bento Martins da Costa de Macedo e Silva (Braga, 6 de maio de 1959 – Braga, 13 de março de 2025) foi um advogado e político português. Foi ministro da Administração Interna do XIX Governo Constitucional de Portugal entre 2011 e 2014.

## Biografia

### Percurso académico e profissional
Licenciado em Direito pela Faculdade de Direito da Universidade de Coimbra, foi dirigente da Associação Académica de Coimbra e advogado.

### Carreira política
Miguel Macedo tornou-se militante da Juventude Social Democrata, aderindo posteriormente ao Partido Social Democrata.
Foi eleito deputado à Assembleia da República nas legislaturas iniciadas em 1987, 1991, 1995, 1999, 2002, 2005 e 2009, sempre pelo círculo de Braga.
Deixou o mandato de deputado sempre que foi chamado a cargos governativos: foi Secretário de Estado da Juventude do primeiro governo de maioria absoluta de Aníbal Cavaco Silva, entre 1990 e 1991, integrando o ministério de António Couto dos Santos. Mais tarde, entre 2002 e 2005, integrou os governos de coligação PSD/CDS-PP de Durão Barroso (XV) e de Pedro Santana Lopes (XVI), como Secretário de Estado da Justiça sendo ministros da mesma pasta Celeste Cardona e José Pedro Aguiar-Branco.
Foi membro da Assembleia Municipal de Braga, entre 1989 e 1993, e vereador da Câmara Municipal do mesmo concelho, entre 1993 e 1997.
Na direção de Luís Marques Mendes, ocupou o cargo de secretário-geral do PSD, entre 2005 e 2007. Depois de Pedro Passos Coelho ter sido eleito presidente dos sociais-democratas, em março de 2010, Miguel Macedo passou a liderar o Grupo Parlamentar do PSD. Nas eleições legislativas de 2011 encabeçou a lista do partido no círculo eleitoral de Braga, sendo depois nomeado ministro da Administração Interna do XIX Governo Constitucional.
Apresentou a demissão deste cargo a 16 de novembro de 2014, na sequência da Operação Labirinto, que visou a atribuição de vistos gold. Foi substituído por Anabela Rodrigues a 19 de novembro.
Em 2 de julho de 2015, a Comissão de Ética da Assembleia da República decidiu numa reunião à porta fechada, levantar a imunidade parlamentar a Miguel Macedo no âmbito das investigações ao caso dos vistos gold.
Em 8 de setembro de 2015, foi constituído arguido por prevaricação e tráfico de influências.
Em novembro de 2015, Miguel Macedo foi acusado pelo Ministério Público da prática de três crimes de prevaricação de titular de cargo político e um crime de tráfico de influências, no âmbito do processo dos vistos gold. Em janeiro de 2019, foi absolvido de todas as acusações.
Miguel Macedo teve direito a uma pensão vitalícia de mais de 2.600 euros por mês, enquanto ex-titular de um cargo político atribuída em dezembro de 2016, pela Caixa Geral de Aposentações.

### Presença nos média
Miguel Macedo assumiu o cargo de comentador d'O Princípio da Incerteza (CNN Portugal/TVI) em abril de 2024, substituindo António Lobo Xavier. Permaneceu como comentador do programa até à semana da sua morte, em março de 2025.

### Morte
Macedo morreu em 13 de março de 2025, vítima de um ataque cardíaco sofrido em casa, em Braga.

## Cargos exercidos
- Deputado nas V, VI, VII, VIII, X e XI Legislaturas
- Secretário de Estado da Juventude (1990–1991);
- Vereador da Câmara Municipal de Braga (1993–1997);
- Secretário de Estado da Justiça nos XV e XVI Governos Constitucionais (2002–2005);
- Secretário-Geral do PSD (2005–2007);
- Membro da Assembleia Municipal de Braga;
- Líder parlamentar do PSD (2010–2011);
- Ministro da Administração Interna do XIX Governo Constitucional (2011–2014).